# Lilies Not for Me
Lilies Not for Me ist ein romantisches Filmdrama und das Spielfilmdebüt von Will Seefried. Der Film mit Fionn O’Shea und Robert Aramayo in den Hauptrollen erzählt die Geschichte zweier Männer im England der 1920er Jahre, die mit ihrer Sexualität und ihren Gefühlen füreinander ringen. Der Film feierte Mitte August 2024 beim Edinburgh International Film Festival seine Premiere und wurde Anfang April 2025 als Video-on-Demand veröffentlicht.

## Handlung
In England in den 1920er Jahren. Der angehende Romanautor Owen James wird als Patient in einer medizinischen Einrichtung behandelt, wo man versucht, ihn von seiner Homosexualität zu „heilen“. Zwischen verabreichten Injektionen, von denen ihm übel wird, stehen zur Teezeit Übungs-„Dates“ mit der jungen Krankenschwester Dorothy auf dem Behandlungsplan, die ihn auf sein Leben als Heterosexueller vorbereiten sollen. Owen arbeitet in dieser Zeit an seinem zweiten Roman.
Einige Zeit zuvor hatte sich Owen noch seiner Homosexualität hingegeben. Der junge Mann wollte sich nicht verändern, sondern einfach lieben wen er will. Er lebte mit seinem alten Freund Philip, der im Ersten Weltkrieg diente, seine Phantasien aus. Schließlich war es jedoch Philip, der ihrem Intermezzo ein Ende bereiten wollte und die äußerst grausige medizinische Methode zur Unterdrückung ihres Verlangens vorschlug.

## Produktion

### Filmstab und Filmtitel
Regie führte Will Seefried, der auch das Drehbuch schrieb. Es handelt sich bei Lilies Not for Me um sein Spielfilmdebüt. Seefrieds Kurzfilm Homesick von 2022 gewann mehrere Preise. Mit seinem Drehbuch zu Lilies Not for Me gelangte er im Rahmen des Academy Nicholl Fellowship 2021 unter die Halbfinalisten. Seefried war auf die Schicksale, die mit einer Konversionstherapie einhergehen, durch das Buch Curing Queers: Mental Patients & Their Nurses von Tommy Dickinson aufmerksam geworden, in dem von Freundschaften zwischen schwulen Männern und ihren Pflegekräften berichtet wird, von denen viele die Barbarei dieser sogenannten „Behandlungen“ erkannten und begannen, das System von innen heraus zu bekämpfen.
Neben Emilie Georges und Naima Abed fungierten Hannes Otto, Roelof Storm und der Regisseur mit dem von ihrem neu gegründeten Label Wolflight als Produzenten. Filmeditorin Julia Bloch war in der Vergangenheit für die Filme von Jeremy Saulnier und zuletzt für die Horrorkomödie Bodies Bodies Bodies von Halina Reijn und das Filmdrama God’s Creatures von Anna Rose Holmer und Saela Davis tätig.
Der Titel des Films leitet sich von dem Gedicht Poppies von Digby Mackworth Dolben aus dem 19. Jahrhundert ab, das mit den Worten „Lilies Not for Me“ beginnt und von Protagonist Owen rezitiert wird.

### Besetzung und Dreharbeiten

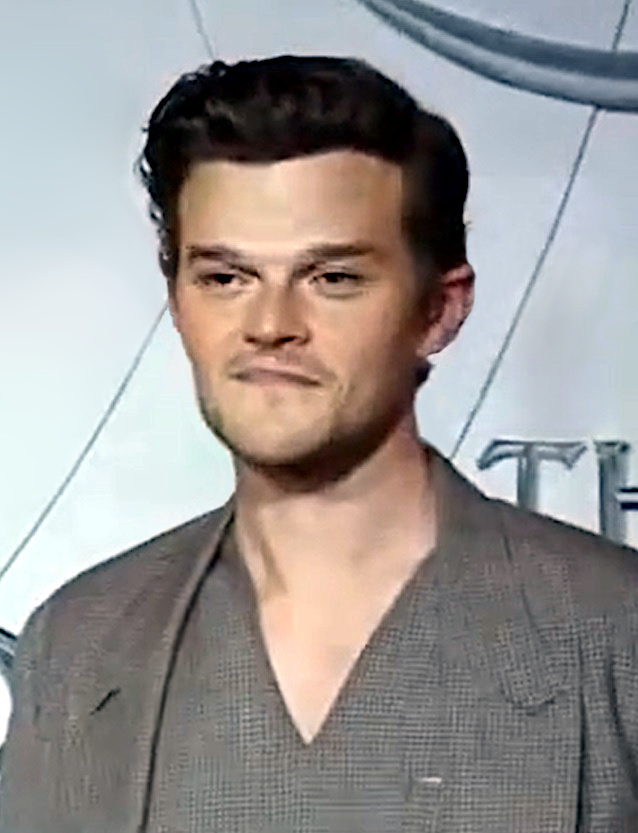
Robert Aramayo spielt Philip

Der Ire Fionn O’Shea, bekannt aus der Fernsehserie Normal People, dem schwulen-Rugbyfilm Handsome Devil und dem Coming-of-Age-Film Dating Amber, spielt den angehenden Romanautor Owen James. Eine weitere Hauptrolle wurde mit dem Briten Robert Aramayo besetzt, der aus der Fernsehserie Game of Thrones bekannt ist. Er spielt Owens alten Freund Philip. Weiter auf der Besetzungsliste finden sich die Britin Erin Kellyman, die Südafrikanerinnen Jodi Balfour und Celeste Loots, deren Landsmänner Aidan Scott und Alexander Maniatis und der deutsche Schauspieler Louis Hofmann, der Charles spielt.
Kameramann Cory Fraiman-Lott steht am Anfang seiner Karriere. Er war zuvor für den Dokumentarfilm Fyre von 2019 und den Film November von Phillip Youmans aus dem Jahr 2020 tätig.

### Filmmusik und Veröffentlichung
Die Filmmusik komponierte die Sopranistin und Hornistin Theodosia Roussos, die zuvor für Jennifer Espositos Regiedebüt Fresh Kills tätig war. Das Soundtrack-Album mit insgesamt 14 Musikstücken wurde Mitte April 2025 von MovieScore Media als Download veröffentlicht.
Die Premiere von Lilies Not for Me fand am 16. August 2024 beim Edinburgh International Film Festival statt. Im Vorfeld sicherte sich Memento International die Rechte am Film. Die Rechte in Nordamerika liegen bei der UTA Independent Film Group. Ende November 2024 wurde der Film beim International Film Festival of India gezeigt. Im Februar 2025 erfolgten Vorstellungen beim Madi Gras Film Festival. Am 4. April 2025 wurde der Film als Video-on-Demand veröffentlicht. Der Kinostart in Frankreich ist am 30. April 2025 geplant.

## Rezeption

### Kritiken

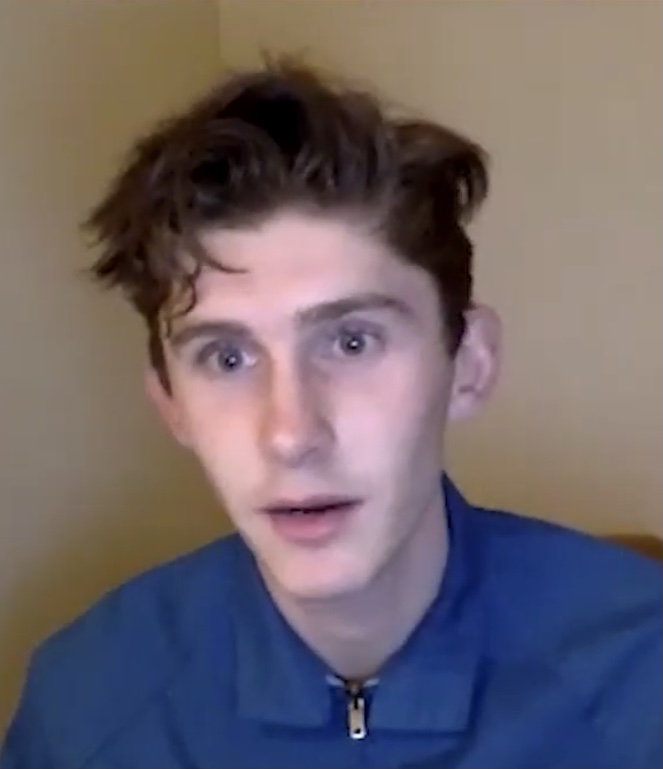
Fionn O’Shea spielt den jungen Owen James

Jack Walters schreibt in seiner Kritik für loudandclearreviews.com, Lilies Not for Me erzähle eine niederschmetternde Geschichte ohne Hoffnung. Der Film setze auf Zynismus und einige haarsträubende Szenen, um das Publikum am Leid dieser beiden Männer teilhaben zu lassen und fange die beiden Protagonisten an einem jeweils anderen Punkt ihrer persönlichen Reise ein. Owen blicke voller Hoffnung in die Zukunft und träumt davon, er selbst sein zu können, während sich Philip wünscht, jemand anderes zu sein. Filmisch sei Lilies Not for Me ein Volltreffer. Die üppigen Landschaften Englands seien von Regisseur Will Seefried wunderschön gefilmt und bildeten einen starken Kontrast zum eigentlichen Inhalt des Films. Wenn er nach seinem langsamen Beginn richtig Fahrt aufnimmt und die beiden Erzählungen beginnen, sich zu überschneiden, vergehe der Film wie im Flug. Auch wenn die Geschichte in manchen Momenten etwas unzusammenhängend und unstrukturiert wirke, mache der blanke Horror dessen, was auf der Leinwand passiert, das mehr als wett. Es sei eine Geschichte, die nicht nur gesehen, sondern auch gefühlt werden wolle, was dem Film durch eine einfühlsame Regie, vielschichtige Charaktere und zwei absolut atemberaubende Darbietungen von Fionn O’Shea und Robert Aramayo gelinge.

### Auszeichnungen
Edinburgh International Film Festival 2024
- Nominierung im Wettbewerb[14][2]